# San Francisco Bay AVA
San Francisco Bay AVA (anerkannt seit dem 20. Januar 1999) ist ein Weinbaugebiet im US-Bundesstaat Kalifornien. Das Gebiet liegt im südlichen Teil San Francisco Bay Area und umfasst die Verwaltungsgebiete von Alameda County, Contra Costa County, Santa Clara County, San Francisco County und San Mateo County sowie Teilbereiche der Verwaltungsgebiete Santa Cruz County und San Benito County. Das Gebiet der 1999 gegründeten Appellation liegt östlich der Santa Cruz Mountains AVA und in nördlicher Verlängerung der Monterey AVA. Die über 630.000 Hektar große Region ist Teil der übergeordneten Central Coast AVA und ist in vier Subregionen aufgeteilt: Livermore Valley AVA, Pacheco Pass AVA, San Ysidro District AVA und Santa Clara Valley AVA.